# Fujitsu Toshiba IS12T
Fujitsu Toshiba IS12T — коммуникатор для внутреннего рынка Японии, работающий на операционной системе Windows Phone. Является первым в мире смартфоном на платформе Windows Phone с установленным обновлением «Mango» (Windows Phone 7.5). Был анонсирован 27 июля 2011 года. Дата начала продаж коммуникатора — 25 августа 2011.

## Описание
Телефон представляет собой моноблок с сенсорным TFT дисплеем размером 3,7 дюйма и водонепроницаемым корпусом, доступным в трёх цветовых решениях: жёлтый, пурпурный, чёрный. Смартфон построен на процессоре Qualcomm MSM8655 с частотой 1 ГГц, имеет 32 гигабайт внутренней памяти и 512 мегабайт оперативной памяти, а также комплектуется аккумулятором на 1460 мАч. Смартфон не имеет фронтальной камеры, но оснащён основной камерой на 13.2 мегапикселей.